# 堤根神社
堤根神社（つつみねじんじゃ）は、大阪府門真市にある神社である。茨田堤の鎮守として創建されたもので、延喜式神名帳に記載される式内社であるが、門真市内には堤根神社が2社あり、どちらも式内社と称している。

## 宮野町の堤根神社
門真市宮野町の堤根神社は、淀川の支流・古川の南岸のかつての茨田堤の際に鎮座する。旧社格は村社。
祭神は彦八井耳命・菅原道真である。茨田堤築造に関係の深い茨田氏が、堤の鎮守として祖神・彦八井耳命を祀ったものと伝えられる。
平安時代中期に編纂された延喜式神名帳には河内国茨田郡五座の第一位に列せられ、門真で唯一の式内社であった。鳥居前には河内と大和を繋ぐ行基道が通じており、古くから信仰を集めた。寛永期（江戸時代初期）にはこの地の領主・永井尚政（永井信濃守尚政）が崇敬していた菅公を合祀し、以降は「天満宮」と称していた。明治5年（1872年）に村社に列格した。
社殿の近くに茨田堤の一部が残り、その上に樹齢500年以上の樟が生えている。昭和の初期までは茨田堤跡がもっと長く残っていたが、宅地開発により削られていった。当社宮司の奔走により昭和48年3月29日に大阪府史跡「伝茨田堤」に指定され、一部が残された。

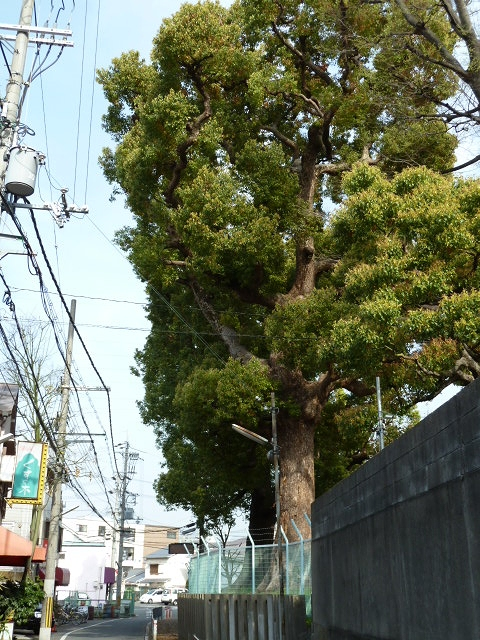
堤根神社の樟

## 稗島の堤根神社
祭神は天照皇大神・素盞嗚神・大己貴神（大国主）。
創建の年代は不詳であるが、文禄3年（1594年）の検地帳に稗島・桑才2村の氏神として「山王宮」と記されている。「山王」の社名は大己貴神を祀ることによるものとみられる。享保10年（1725年）の検地帳では「八剣大明神」となっており、これは素盞嗚神を祀ることによるものとみられる。元文3年（1738年）の文書ではこれに天照大神を加えた3座を祀ると記されている。明治12年の「北河内郡神社財産登録」では社名が「両村神社」となっており、祭神は天照大神1座となっている。社名は2村の氏神であることによるものである。
明治41年、式内・堤根神社の後裔であるとして「堤根神社」に改称した。式内社であることを示す資料はなく、式内社を名乗ることで、当時盛んに行われていた神社合祀を免れようとしたものとみられるが、同年8月に郷社・三島神社（現 門真市大字三ツ島1374）に合祀された。昭和21年に三島神社から独立して旧地に復興された。

### 宮野町の堤根神社
- 堤根神社
- 堤根神社 - 大阪府神社庁

### 稗島の堤根神社
- 堤根神社 - 大阪府神社庁